# Юрий Шчекочихин
Ю̀рий Петро̀вич Шчекочѝхин (на руски: Юрий Петрович Щекочихин) е руски журналист и политик.
Роден е на 9 юни 1950 година в Кировабад (днес Ганджа), Азербайджан. Публикува в различни издания от ранна възраст, през 1972 – 1980 година води рубрика във вестник „Комсомолская правда“, а през 1975 година завършва журналистика в Московския университет. От 1980 година ръководи отдела за журналистически разследвания в „Литературная газета“, а от 1996 година – в „Новая газета“. Провежда множество разследвания, свързани с организираната престъпност и нейните връзки със службите за сигурност. От 1995 година е депутат от листите на партията „Яблоко“.
Юрий Шчекочихин умира на 3 юли 2003 година в Москва след протекло бързо заболяване, вероятно в резултат на отравяне.